# Гай Фабій Адріан
Гай Фабій Адріан (*Gaius Fabius Hadrianus, д/н — 83 до н. е.) — політичний та військовий діяч Римської республіки, претор 84 до н. е.

## Життєпис
Походив з патриціанського роду Фабіїв. Син Гая Фабія Адріана, онук Квінта Фабія Бутеона, претора 181 року до н. е. З 103 року до н. е. був військовим трибуном у військах під орудою Гая Марія. У 102–101 роках до н. е. брав участь у війні проти германських племен кімврів та тевтонів.
У 101 році до н. е. стає монетарієм. Згодом обіймав посаду квестора, був спрямований до провінції Азія. З початком громадянської війни між Гаєм Марієм та Луцієм Корнелієм Суллою став на бік першого на відміну від молодшого брата Марка, сулланця.
У 84 році до н. е. обирається претором. У 83 році до н. е. як провінцію отримує Африку, де знаходився прихильник Сулли — Квінт Цецилій Метелл Пій. Щоб перемогти супротивника Фабій звільнив рабів місцевих господарів. Зрештою він переміг Метелла, який відступив до Нарбонської Галлії. Втім проти Фабія Адріана повстали хазяї звільнених рабів. З рештою Адріана було спалено живцем у м. Утіка.